# Alsó-Terianszki-tó
Az Alsó-Terianszki-tó (szlovákul Nižné Terianske pleso) a Nefcer-völgy egyik gleccservájatában lévő tavacska, 1941 m tengerszint feletti magasságban. Gleccservájatban lévő tátrai tavak közül az egyik legjellemzőbb.

## Nevének eredete
Grósz Alfréd Komarnicki Gyulának írt leveléből:
„Hogyan került a Terianszko-tavak elnevezés a Magas-Tátrába? Ezt a titkot elárulta nekem a liptóújvári (Liptovský Hrádok) állami erdőgondnokság irodájában egy ősrégi katasztertérkép, amelyet nekem 1941-ben az ottani vezető erdőmérnök, Kavulják András mutatott. Ezen a kézzel rajzolt térképen, amely valószínűen még most is ott van, a Nefcer-patak, a Nefcer-völgy patakja "Verlorenseifen" (Stratený potok = Elveszett patak) névvel volt jelölve. A dolgok további összefüggése könnyen megmagyarázható.
Az egykori iglói városkapitány, Palzmann Márton körülbelül 1750 és 1760 között a Kriván tárnáiban aranyat bányásztatott. (Lásd J. A. Czirbesz 1772-ben megjelent könyvét: "Kurzgefasste Beschreibung des Karpathischen Gebirges", 13. paragrafus) Ennek a Palzmann Mártonnak egészen közel Dobsinához néhány ércbányája és egy kohóműve is volt. Ezt a telepet mai napig is Palzmannova huta – Palzmannhütté-nek hívják. Ez a telep egészen közel fekszik Verlorenseifen=Stracena=Sztracena faluhoz, a Sztracenai-völgyhöz = Verlorenseifental-hoz, és a Sztracena patakhoz = Verlorenseifen. (Stratiť szlovák szó = elveszít, stratiť sa = elvész. Seufen vagy Seifen = patak.) Az említett vállalkozó, Palzmann a Krivánon lévő tárnáiba Sztracena vidékéről fölrendelte kipróbált és szakavatott bányászainak egy részét. Ezek pedig magukkal hozták a dél-szepességi otthonukból a nekik oly meghitten csengő Verlorenseifen = Straceny potok elnevezést is és ráruházták azt a Krivántól északra vadregényes környezetben aláhabzó vad patakra. Indító okul szolgált az a körülmény, hogy ez a vadvíz a völgy legszebb zuhatagja alatt hosszú darabon a törmelék alatt folyik, amivel az elnevezés meg is van indokolva. Az ily módon ideplántálódott, idekerült pataknévből továbbfejlődött aztán a Verlorene Seen = Stratené plesa elnevezés.
Na és hogyan lett ebből a Terianszko név? Egészen egyszerűen. Teriaty tulajdonképpen orosz szó és azt jelenti: stratiť = verlieren. Ja poteriam = ich verliere, ti poterias = du verlierst, on poteria = er verliert. A Szepességgel szomszédos Sáros vármegyében mindig voltak oroszosan beszélő rusznyákok (ruszinok). II. Rákóczi Ferenc katonáinak, „talpasainak” egy része is közülük rekrutálódott. Hát Palzmann bányászai között is minden bizonnyal voltak rusznyákok, akik a Verlorenseifen = Straceny patakot a saját anyanyelvükön Terianski pataknak mondták. Ezen az egész logikusan magyarázható úton került a tátrai névtárba a Terianské plesa = Terianszko tavak = Elveszett tavak elnevezés, amely lassan meg is honosodott, míg a régi német, sőt csodálatosképpen még a szlovák elnevezés is mindinkább feledésbe merült. A Terianszko-tornyok elnevezés csak a 20. század elején keletkezett.”
A Medzikriván-tó (Medzikrivaner See = Kriván közötti tó) elnevezést Majláth Béla használta a Magyarországi Kárpát Egyesület (MKE) 1877-es Évkönyvében, bizonyára a Kriván gerincei ihlették meg.